# Honduras herrlandslag i fotboll
Honduras herrlandslag i fotboll representerar Honduras i fotboll på herrsidan.

## Historik
Honduras fotbollsförbund bildades 1951. Redan den 14 september 1921 spelade man sin första internationella match i de Hundraåriga centralamerikanska självständighetsspelen i Guatemala City. Honduras föll mot Costa Rica med 0-7, vilket är fortfarande lagets största förlust. Största segern kom 1946 mot Nicaragua (10-0).

### VM
- 1930 till 1958 - Deltog ej
- 1962 till 1974 - Kvalade inte in
- 1978 - Drog sig ur
- 1982 - Första omgången
- 1986 till 2006 - Kvalade inte in
- 2010 - Första omgången
- 2014 - Första omgången
- 2018 till 2022 - Kvalade inte in

Honduras hamnade sist i sin grupp i VM 1982 i Spanien trots 1-1 mot Spanien och 1-1 mot Nordirland. I sista matchen föll man mot Jugoslavien med 0-1.
I kvalet till VM 1986 i Mexiko kom man tvåa bakom Kanada som blev CONCACAF:s enda inkvalade lag.
I VM 2010 i Sydafrika så var Honduras tillbaka då man slutade trea i det Nordamerikanska kvalet. Honduras lyckades inte i de två första matcherna, 0-1 mot Chile och 0-2 mot Spanien. Trots 0-0 mot Schweiz gick man inte vidare.

### CONCACAF mästerskap
- 1941 - Deltog ej
- 1943 - Deltog ej
- 1946 - 3:e plats
- 1948 - Deltog ej
- 1951 - Deltog ej
- 1953 - 2:a plats
- 1955 - 3:e plats
- 1957 - 3:e plats
- 1960 - 3:e plats
- 1961 - 3:e plats
- 1963 - 4:e plats
- 1965 - Kvalade inte in
- 1967 - 3:e plats
- 1969 - Deltog ej
- 1971 - 6:e plats (sist)
- 1973 - 4:e plats
- 1977 - Deltog ej
- 1981 - 1:a plats
- 1985 - 2:a plats
- 1989 - Kvalade inte in
- 1991 - 2:a plats
- 1993 - Första omgången
- 1996 - Första omgången
- 1998 - Första omgången
- 2000 - Andra omgången
- 2002 - Kvalade inte in
- 2003 - Första omgången
- 2005 - Semifinal
- 2007 - Kvartsfinal
- 2009 - Semifinal
- 2011 - Semifinal
- 2013 - Semifinal
- 2015 - Första omgången
- 2017 - Kvartsfinal

Enda mästerskapssegern kom 1981. Turneringen utgjorde samtidigt VM-kvalet och slutomgången spelade man hemma. Honduras vann gruppen före El Salvador (mållöst inbördes) och båda lagen gick vidare till VM-slutspelet i Spanien.
Senaste framgången var finalmatchen i 1991 års Gold Cup. Honduras spelade mållöst mot hemmalaget USA och föll sedan på straffsparkar (3-4).

### Copa Centroamericana
- 1991 - 2:a plats
- 1993 - 1:a plats
- 1995 - 1:a plats
- 1997 - 4:e plats
- 1999 - 3:e plats
- 2001 - Första omgången
- 2003 - 4:e plats
- 2005 - 2:a plats

Turneringen för de centralamerikanska lagen är samtidigt ett kval till Concacaf Gold Cup där de tre eller fyra främsta går vidare till slutspelet. Honduras har vunnit turneringen två gånger hittills.

### Copa América
- 1916 till 1991 - CONCACAF bjöds inte in
- 1993 till 1999 - Inte inbjudna
- 2001 - 3:e plats
- 2004 till 2011 - Inte inbjudna

Honduras överraskade stort i 2001 års Copa América i Colombia. I gruppspelet slog man bland annat Uruguay med 1-0. I kvartsfinalen slogs Brasilien ut med 2-0. I semifinalen föll man mot hemmalaget Colombia och efter straffsparkar mot Uruguay blev det ett brons.

## Profiler
- Wilson Palacios, Tottenham
- Maynor Figueroa, Wigan
- David Suazo, Inter
- Hendry Thomas, Wigan